# Residência Grassmann

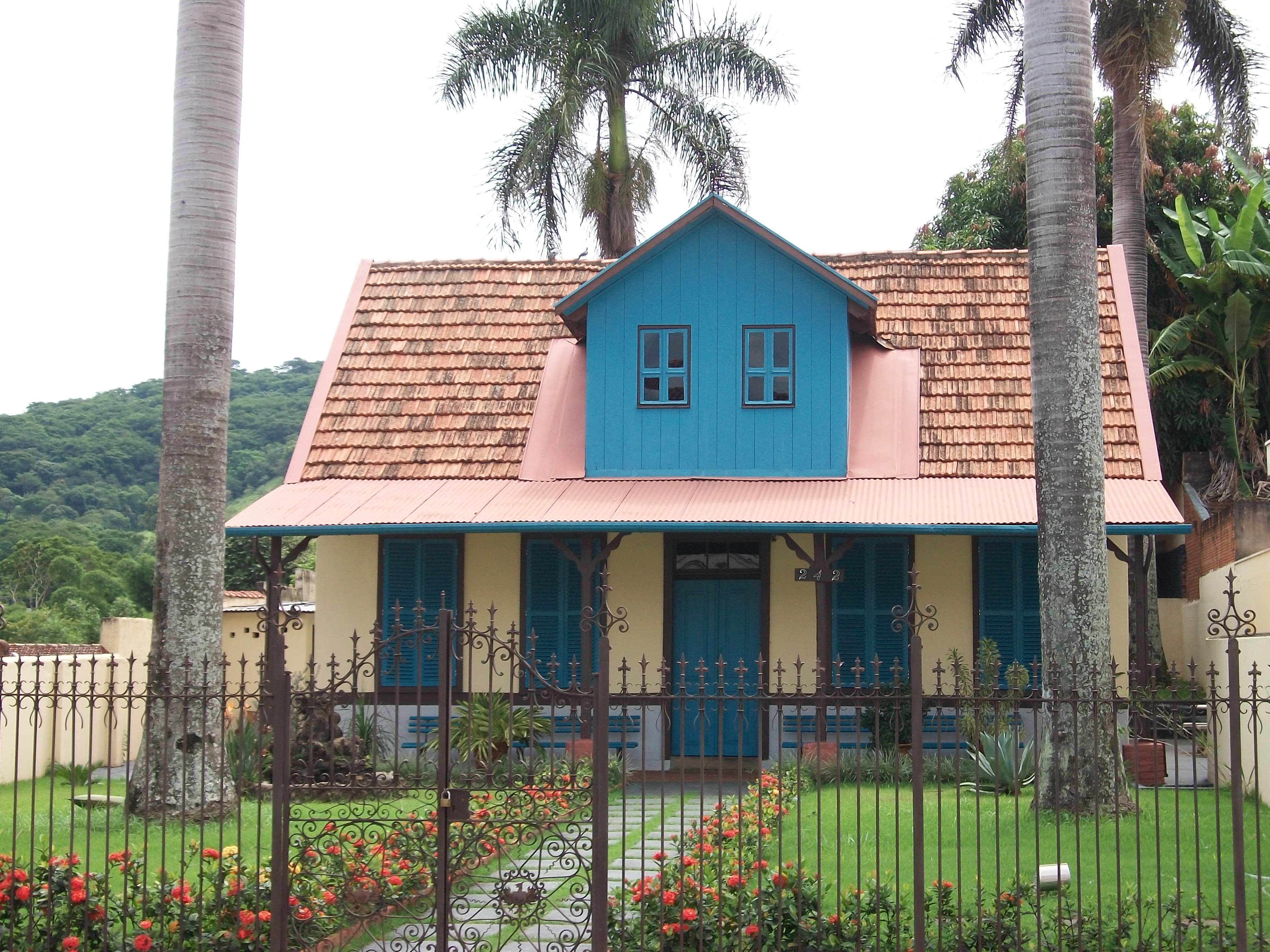
Fachada da Casa de Cultura Marcelo Grassmann

Residência Grassmann ou Casa de Cultura Marcelo Grassmann é uma casa de cultura dedicada à homenagem do artista Marcelo Grassmann. Localiza-se no centro da cidade paulista de São Simão. Criada com intuito de ensinar técnicas de arte, visa também desenvolver a arte popular local, representando um grande passo para a cultura do interior paulista. O local é apropriado para palestras, eventos, exposições, cursos com o objetivo de motivar a criatividade e promover o interesse à beleza das diversas modalidades artísticas. Tem essência própria para despertar novos talentos e se tornar um núcleo didático regional para técnicas artísticas. Localiza-se à Rua Rodolfo Miranda, 242, centro de São Simão.

## História
Idealizada por Nazira Geraigire Pereira Vianna, munícipe simonense, com a ajuda de Antonio de Freitas Maia, na Escola Paulista de Arte e Educação, a Casa de Cultura foi inaugurada em 3 de março de 1979, sábado, às 10h00. No dia da inauguração, estiveram presentes várias personalidades como Lygia Fagundes Telles, e lançados vários livros sobre artes e sobre o Marcelo Grassmann, autores como Jacob Klintowitz e Artur Orlando da Silva. À época, Padre Plínio Toldo era o prefeito e Paulo Egydio Martins o governador paulista.
O artista foi o primeiro brasileiro a ver em vida a casa onde nasceu e viveu preservada para a memória nacional. A princípio, a ideia era transformar a casa num museu com obras de Marcelo e registros fotográficos de sua família, mas o artista é contra e aceita expor apenas 29 de suas obras, que datam de 1948 a 1978; queria também ver expostas obras de outros artistas simonenses a fim de incentivar a transformação de sua casa em um centro ativo.

## Características
O local pertence a Otto Grassmann. O terreno possui 900m2 e foi doado pela Família Grassmann aos munícipes; a área construída é de 300m². Construída em alvenaria e madeira, o estilo predominante é o germânico e a fachada de chalé. A casa foi tombada pela Secretaria de Estado da Cultura, quando Max Feffer era o secretário, a restauração pela CONDEPHAAT com execução do DOP (Departamento de Obras Públicas do Estado), em 120 dias. O local preserva os traços de casas de imigrantes alemães em São Simão. A grande frontal em ferro trabalhado em flor-de-lis e águia real revelam a beleza arquitetônica.

## Atividades
O curso de artesanato foi o primeiro a ser promovido, sob a coordenação de Luís Antônio Fiorini. Hoje, a Residência Grassmann continua se dedicando à exposições e cursos.